# Nicolas Roget
Nicolas Roget (°Parijs, 30 mei 1790 - † Brussel, 11 april 1865) was een  in Frankrijk geboren ingenieur en architect. Hij bracht het grootste deel van zijn leven door in Brussel en werd er stadsarchitect.

## Beknopte biografie
Nicolas Roget volgde vanaf zijn 19-jarige leeftijd studies aan de Polytechnische School van Parijs. Twee jaar later (1811) trad hij in dienst van de Zeemacht. In 1817 bood hij er zijn ontslag aan, en verhuisde naar Brussel. Daar engageerde hij zich bij het Brusselse stadsbestuur (1823-1827) en had in die episode de zopas afgestudeerde architect Auguste Payen (°1801 - † 1877) als medewerker.
Na zijn tewerkstelling als stadsarchitect werd Roget benoemd als ingenieur "Waterstaat" bij het ministerieel departement "Bruggen en Wegen", gelast met het beheer van de waterwegen. 
Hij werd lesgever "architectuur", "stereotomie" en "architectuurgeschiedenis" aan het Museum voor Wetenschappen en Letteren.
Op 21 januari 1834 werd hij benoemd als professor aan de Koninklijke Academie voor Schone Kunsten van Brussel. 
Een jaar later, op 7 januari 1835, werd de Koninklijke Commissie voor Monumenten en Landschappen opgericht. Nicolas Roget was er vanaf de eerste dag lid, en was ipso facto in dienst van de regering.

## Werken(selectie)
- Voormalige Koninklijke Sterrenwacht aan het Queteletplein en aan de Sterrenkundelaan in Sint-Joost-ten-Node (in samenwerking met Auguste Payen).
- Verbouwing van hofzalen in het Paleis van Karel van Lotharingen (in samenwerking met Auguste Payen).
- In zijn hoedanigheid van Brussels stadsarchitect heeft men aan Nicolas Roget de bouw te danken, van een vleugel van 't Koninklijk Museum voor Schone Kunsten grenzend aan het Paleis van Karel van Lotharingen (Museumplein, vlak bij het Koningsplein). Aanvankelijk was deze vleugel bestemd om het Paleis van de Nationale Industrie te herbergen. Het lag in de bedoeling er periodieke tentoonstellingen te organiseren, hetgeen werd aangemoedigd door Willem I, koning der Nederlanden. De bouw van deze vleugel viel samen met de oplevering van het eerste deel van de Regentschapsstraat (ontworpen door Roget) die voorlopig eindigde aan de Onze-Lieve-Vrouw-ter-Zavelkerk.
Benevens andere projecten, tekende Nicolas Roget ook nog plans voor de meerderheid der neoclassicistische hotels die in een snel tempo langs de nieuwe as werden opgetrokken.
- Ombouw van de gevangenis van Tongeren tot celgevangenis.
- Verbouwing van de Brugse vrouwengevangenis "'t Pandreitje" (Pandreitje 10-16, Brugge).

## Eerbetoon
Omwille van zijn verdiensten werd Nicolas Roget in 1843 door koning Leopold I geëerd met de rang van ridder in de Leopoldsorde.